# Bassigny
La micro-région naturelle du Bassigny couvre le nord-est de l'arrondissement de Langres et une grande partie de l'est de l'arrondissement de Chaumont, lesquels forment la partie méridionale du département de la Haute-Marne en région Grand Est.

## Géographie physique & milieu naturel

### Géographie physique

#### Topographie
Territoire consistant essentiellement en une faible dépression argileuse dessinant vaguement un triangle, cette micro-région aux prairies mollement ondulées forme le haut bassin supérieur de la Meuse. Elle s'ouvre vers le Pays de Neufchâteau au nord où elle est barrée par les côtes de Haute-Meuse. Le Bassigny s'intercale entre les plateaux du Barrois forestier au nord-ouest, les plateaux de la Saône à l'Est et au sud-est ainsi que le piémont septentrional du plateau de Langres au sud-ouest.
Comme la plupart des micro-régions naturelles, le territoire du Bassigny ne se superpose pas exactement aux contours administratifs... Schématiquement, il intègre du nord vers le sud les entités territoriales suivantes : [Lesquelles ?]

#### Climat
La micro-région se situant en limite des zones climatiques continentale et atlantique européennes, son climat est globalement de type océanique avec des influences continentales sensibles, surtout en période hivernale. Ce climat est marqué par des hivers souvent longs et rigoureux ainsi que des étés chauds et orageux, le Bassigny étant sur la « diagonale des orages » entre golfe de Gascogne et Rhénanie. En période estivale ces orages sont fréquents et parfois violents, particulièrement lors de flux de sud apportant des formations de supercellules.
Les précipitations, de l'ordre de 810 à 1 070 mm par an, se répartissent sur l'année avec une intensification modérée de novembre à mars et en mai. Le nombre-annuel de jours concernés par ces précipitations est de l'ordre de 150 à 180, dont environ 20 à 30 pour les chutes de neige. La température-moyenne varie de 9 à 11 °C, le nombre-annuel de jours affectés par une gelée étant de l'ordre de 70 à 85. L'insolation-annuelle est d'environ 1 750 heures dont environ 170 de novembre à janvier. Les vents, modérés, sont sud à ouest dominants avec des basculements au nord-est non négligeables en hiver.

### Qualité du milieu naturel & biodiversité

#### Impact humain
Avec un taux d'industrialisation négligeable, une très faible pression démographique, un espace forestier étendu, des surfaces agricoles valorisées par l'élevage extensif, le milieu naturel du Bassigny est particulièrement préservé. Ce faible impact des activités humaines, concernant aussi les micro-régions naturelles limitrophes, est amplifié par la déprise agricole concomitante de la diminution de la densité démographique.
Des dispositions agro-environnementales telles que la gestion raisonnée du cheptel dont la grande majorité des éleveurs est en démarche HVE, l'aménagement de points d'abreuvement du bétail non souillants, la mise en défens des berges et l'entretien régulier des ripisylves ont un effet très positif sur la qualité des nombreux cours d'eau et zones humides.

#### Zones naturelles
La bonne qualité environnementale de la micro-région se traduit par la présence de nombreuses ZNIEFF (Zone naturelle d'intérêt écologique, faunistique et floristique). En outre, les zones humides septentrionales du Bassigny, stations d'hivernage et étapes migratoires pour près de 70 espèces d'oiseaux, sont des sites Natura 2000.
L'inventaire national du Patrimoine naturel témoigne de cette qualité, les zones naturelles dégagées par cet inventaire de la micro-région étant les suivantes :

#### Biodiversité
Végétation et faune sauvages caractéristiques
(classification-phylogénétique selon l'arbre-taxonomique de l'Inventaire-national du Patrimoine-naturel établi par le Muséum-national d'Histoire-naturelle)

## Habitat humain & Ruralité

### Patrimoine bâti remarquable
- Abbaye de Morimond
- Place forte de La Mothe
- Villa et thermes gallo-romains d'Andilly
- Ruines gallo-romaines de Bourbonne-les-Bains

### Valorisations agricoles & agro-artisanales
L'élevage extensif est l'activité économique dominante complétée par un peu d'agriculture céréalière et d'exploitation forestière.

## Histoire
Lors de sa plus grande extension le Bassigny historique débordait largement du Bassigny topographique, comme en témoignent les qualificatifs toponymiques, notamment celui de la préfecture du département dont l'ancienne dénomination était « Chaumont-en-Bassigny ». Jusqu'à la Révolution, Conflans-sur-Lanterne, au nord de la Haute-Saône, s'est appelé Conflans-en-Bassigny ; il faut dire que cette ville fortifiée était une enclave des ducs de Bar en Franche-Comté, de cette période demeure le nom d'un village voisin : Bassigney. Carrefour naturel entre le Nord de l'Europe occidentale et le bassin méditerranéen, le Bassigny a subi les guerres, la peste, la famine ou encore les meutes de loups (notamment au XVIe siècle). 
La région est considérée sous la Gaule romaine comme lieu de passage sécurisé vers la Germanie, le peuple gaulois des Lingons occupant la région s'étant allié à César lors de la Conquête. Cette position stratégique s'est traduite notamment par l'installation de castrums (postes militaires) et surtout le passage de l'importante voie Lyon-Trèves passant par Langres. Les vestiges du complexe thermal d'Andilly-en-Bassigny témoignent de cette période gallo-romaine.
Le premier comte connu est Josselin de Bassigny (834 à 861), fils de Donat Ier, comte de Melun et de Landrée de Paris. De pure lignée carolingienne, il est un descendant direct de Charlemagne. En 941 Roger II de Laon reçut le comté de Bassigny d'une épouse qui pourrait être la fille du Comte Gozelon de Bassigny. Simon Ier, premier seigneur connu de Clefmont serait un descendant des comtes de Bassigny.
Le comte Olry d'Aigremont et son épouse, Adeline de Choiseul, fondent en 1115 l’Abbaye de Morimond avec des moines venus de Cîteaux sous la direction du premier abbé Arnold.
En juillet 1258, le Comte Thiébaut II de Bar fonde une citadelle simplement nommée La Mothe. Par fusion des Duchés de Lorraine et de Bar en 1480, la place forte de la Mothe deviendra partie intégrante du Duché de Lorraine.
En 1580, Mammès Collin, mayeur (premier magistrat municipal) de La Mothe, licencié en droit, est l'avocat au bailliage de Bassigny pour y assister à la rédaction de ses coutumes. Il fut aussi procureur.

### Les Bassigny français, lorrain et mouvant
Le Bassigny français faisait partie de la Province de Champagne, tandis que le restant était barrois et lorrain. La partie de Domrémy où est née Jehanne d'Arc appartenait au Bassigny français, tandis qu'une autre partie était dans le Barrois, donc en Lorraine du XIe siècle.
Le bailliage du Bassigny comprenait, le Bassigny lorrain et le Bassigny barrois mouvant, distinct du Bassigny français. Pendant longtemps, le Bassigny lorrain a été constitué de la seule sénéchaussée de La Mothe et Bourmont et distincte du bailliage du Bassigny barrois mouvant dont le siège était à Lamarche. La sénéchaussée du Bassigny lorrain était composée des deux prévôtés de La Mothe et Bourmont, et le bailliage du Bassigny barrois mouvant était composé des cinq prévôtés de Gondrecourt, Saint-Thiébault, Lamarche (cf. Lamarche), Châtillon-sur-Saône et Conflans ainsi désignés pour les distinguer du Bassigny français dont le siège de justice était à Chaumont. Le Bassigny barrois mouvant était un fief mouvant de la Couronne de France et ressortissant du Parlement de Paris, et il était tenu par le duc de Bar puis par le duc de Lorraine.